# Dasylepida obscurata
Dasylepida obscurata är en skalbaggsart som beskrevs av Leon Fairmaire 1878. Dasylepida obscurata ingår i släktet Dasylepida och familjen Melolonthidae. Inga underarter finns listade i Catalogue of Life.